# Port Lavaca
Port Lavaca è un comune degli Stati Uniti d'America, capoluogo di contea della Contea di Calhoun nello Stato del Texas. Al censimento del 2000 possedeva 12.035 abitanti, passati a 11.443 secondo una stima del 2007.
Port Lavaca fa parte dell'area metropolitana di Victoria.